# 陶大全
陶大全（?—?），江西南昌人，清朝政治人物。举人出身。
道光18年（1838年），擔任清朝遵义府婺川縣知縣。后由陳文衡接任。